# Kastrum
Kastrum (latinsko castrum, mn. castra, uporabljali sta se obe obliki) so Rimljani imenovali zgradbe, manjša utrjena zemljišča ali samo strnjene skupine šotorov, ki so se uporabljale kot vojaški obrambni položaj.
Izraz se pojavlja v oskijskem (castrous), umbrijskem (castruo) in seveda latinskem jeziku. V klasični latinščini je beseda castra vedno pomenila velik legionarski tabor, tako pohodni kot začasni, ali utrjen stalni tabor, medtem ko se je za manjše trdnjave, v katerih so bile običajno, vendar ne vedno, pomožne vojaške enote, ali so se uporabljale kot logistične baze legij, uporabljal naziv castellum (gradič). Splošen izraz zanje je bil praesidium, ki je pomenil stražarnico ali vojaško posadko.
Grško pišoči avtorji so za izraza castra in castellum uporabljali izraza stratopedon (vojaški tabor) in phrourion (utrdba, trdnjava).

## Vrste kastrov
Najbolj znana vrsta kastra je bil tabor ali vojaška mesto, namenjeno za namestitev in zaščito vojakov ter njihove opreme in zalog, kadar niso bili v boju ali na pohodu. Predpisi so zahtevali, da se je morala vsaka velika vojaška enota vsak dan spočiti v primerno zgrajenem taboru: "... ko so vkorakali na sovražnikovo ozemlje, se niso začeli boriti, dokler niso obzidali svojega tabora. Na hitro zgrajenih in zasilnih ograd niso postavljali. Prostor za tabor so skrbno izbrali, če je bil neraven so ga tudi zravnali. Tabor je bil običajno pravokotne oblike. Vojska je s seboj vodila veliko tesarjev, ki so takoj začeli postavljati barake". Vso opremo, ki je bila potrebna za gradnjo tabora, in zaloge so tovorili na vozovih ali na ramenih vojakov.
Za tabore so bile odgovorne tehnične enote, v katerih so bili strokovnjaki za različna opravila. Vodili so jih častniki (architecti) ali glavni inženirji, fizično delo pa so opravljali vojaki. Tehnične enote so bile tako izurjene, da so tudi med napadom sovražnika tabor zgradile v samo nekaj urah. Sodeč po nazivih, so gradili več vrst taborov: tertia castra, quarta castra, itd., se pravi tabore za tri, štiri itd. dni.
Bolj stalni kastri so bili castra stativa. Manj stalni od njih so bili aestiva ali aestivalia (poletni tabori), v katerih so bili vojaki nastanjeni sub pellibus ali sub tentoriis, se pravi pod šotori. Poletje je bilo obdobje vojnih pohodov, čez zimo pa so se vojaki umaknili v zimske tabore (castra hiberna), v katerih so bile zgradbe iz bolj trdnih gradiv, sprva lesene, kasneje pa kamnite.

## Načrt kastra

### Izvor
Rimski tabori so bili že na začetku zgrajeni po določenem idealnem vzorcu, ki je opisan v dveh glavnih virih: De Metatione Castrorum ali De Munitionibus Castrorum, katerega sta napisala ali Higin Gromatik ali Psevdo Higin, in Polibijeva dela. Krajše poglavje o utrjevanju taborov je napisal tudi Vegecij v knjigi De Rei Militari. Izrazje je v različnih delih malo različno, osnovni načrt pa je povsod enak. Domneva se, da je bil etruščanskega izvora.

### Tloris
Idealen tloris tabora ali utrdbe za eno legijo ali manjšo enoto je bil kvadraten. Tabor za dve legiji je bil pravokoten. Legiji sta bili s hrbti obrnjeni proti sredini tabora, kjer je bilo poveljstvo. Zemljišče za tabor so izmerili in zakoličili izkušeni častniki merilci (metatores), ki so za merjenje uporabljali deset čevljev dolgo merilno palico (decempedae), in gromatici, ki so uporabljali gromo, vizirno napravo, sestavljeno iz navpične palice, na kateri sta bili pritrjeni vodoravni prečki s svinčnicami. Merjenje se je praviloma začelo na sredini načrtovanega tabora, kjer je kasneje stal šotor ali stavba štaba legij. Ceste in druga ključna mesta so označili z barvnimi zastavicami ali palicami.

### Obzidje in jarek
Utrjeni kastri so služili tudi za obrambo pred napadalci.
Takšne kastre (munimentum, trdnjava)  je v celoti obdajalo obzidje (vallum) , ki so ga zgradili, če je bilo potrebno, tudi med bitko. Vallum je bil pravokotne oblike, orientiran po glavnih straneh neba. Gradbena enota legije je najprej izkopala jarek  (fossa) in izkopano gradivo metala na notranjo stran jarka, da je nastal okop (agger). Na vrhu okopa so postavili palisado iz kolov (sudes ali valli), ki so jih tovorili s seboj. Palisado so postopoma nadomestili z opečnim ali kamnitim zidom, jarek pa je služil za obrambo. Legijski tabori so v obzidju vedno imeli obrambne stolpe z vmesnimi prostori za artilerijo.

### Interval
Na noranji strani obzidja je bil po celi dožini prazen prostor (intervallum), ki je prestrezal nasprotnikove izstrelke in omogočal legionarjem hiter dostop na obzidje. Na tem prostoru so bile tudi staje za živino (capita) in skladišča plena (praeda). Po intervalu je med bivališči za legionarje in obzidjem potekala pomožna ali servisna cesta, imenovana via sagularis.

### Ceste, vrata in osrednji prostor
Vsak tabor je imel široko glavno cesto, Vio principalis, ki je potekala po sredini tabora praviloma od vzhoda proti zahodu. Imenovali so jo tudi dekuman (decumanus ali decumanus maximus), čeprav se je naziv uporabljal predvsem v mestih in ne v vojaških taborih. V srednjem delu Vie principalis  je bil pretorij (praetorium), v katerem je bil nastanjen pretor ali poveljnik tabora s svojim štabom. V taborih s celo legijo je imel poveljnik običajno položaj konzula ali prokonzula, vendar so mu lahko poveljevali tudi častniki z nižjimi čini.
Ob pretoriju je stal kvestorij, v kateri je bil nastanjen kvestor (quaestor), častnik, zadolžen za oskrbovanje legij. Na drugi strani pretorija je bil forum, ki je bil pomanjšana kopija mestnih forumov, na katerem so se opravljali javni posli. Ob Vii principalis  so pred šotori ali barakami vojaških enot stali šotori ali barake njihovih poveljnikov. Na koncu Vie principalis so bila v obzidju desna in leva glavna vrata (Porta principalis dextra in  Porta principalis sinistra) z utrjenimi stolpi (turres).
Vio principalis sta na sredini pravokotno križali Via praetoria in Via decumana. Na severnem koncu Viae praetoriae so bila glavna vrata Porta praetoria, nad katerimi so bili obešeni legijski prapori, podobno kot v sodobnih turističnih kampih. Na južnem koncu Viae decumanae so bila vrata Porta decumana, ki so služila predvsem za oskrbovanje vojakov in so se zato imenovala tudi  Porta quaestoria.

### Kantina
V mirnih obdobjih so vojaki lahko trgovali z okoliškimi prebivalci. Slednji so lahko prihajali v tabor, vendar samo v skupinah do pet in samo do pol poti do pretorija.
Vio decumano je pravokotno križala tako imenovana Via quintana (peta cesta). Če je tabor potreboval več vrat, so na njenih koncih zgradili še ena ali dvoje stranskih vrat (Porta quintana), na njej pa je lahko stala tudi tržnica (cantina). Če tabor ni imel stranskih vrat, je vlogo Vie quintane prevzela Via decumana.

### Glavne zgradbe
Via quintana in  Via Principalis sta tabor razdelili na tri dele:  latera praetorii, praetentura in retentura.
V lateri so bile sveti oltarji (arae), avguratorij (sedež avgurov), tribunal z vojaškim in arbitražnim sodiščem, stražarnica, sedeži raznih štabov in kašča za žito (horrea) ali meso (carnarea). Kašča je bila včasih v bližini vojaških barak, namesto mesa pa so pogosto imeli ker žive živali. Vojaki so se prehranjevali večinoma z žitom. V lateri je bila tudi orožarna (armamentarium), v kateri so hranili težko in artilerijsko orožje.
V pretenturi je bil  scamnum legatorum, v katerem so bili nastanjeni častniki s čini nižjimi od generala in višjimi od činov poveljnikov čet (centurio), guvernerji in ambasadorji. V njej je bila tudi bolnišnica (valetudinarium), veterinarska postaja za konje (veterinarium), delavnica za obdelavo lesa in kovin (fabrica) in barake za posebne enote. Mednje so spadali mornarji (marines), saj je bila večina evropskih kastrov ob rekah in je imela svojo rečno mornarico, konjeniki (equites), izvidniki (exploratores), merilci (vexillarii) in drugi vojaki, ki niso spadali v redno legijo.
V retenturi, ki je bila najbliže središču kastra (principia), je bil kvestorij (quaestorium) , ki je v poznem cesarstvu postal tudi shramba za vojni plen in ječa za talce in visoko rangirane vojne ujetnike. V njegovi bližini je bila nastanjena taborska straža (statores), ki je štela dve centuriji. Če je bil v taboru prisoten rimski cesar, so bili stražarji tudi njegova osebna straža.

### Barake
Za kvestorijem so v dvojnih vrstah (strigae) stali šotori pomožnih enot in legionarjev. Striga je bila dolga kolikor je bilo potrebno in široka 18 metrov, tako da je imela vsaka vrsta šotorov po  9 metrov prostora. Vhodi v šotore so bili na sredini, pred njimi pa je bilo zloženo težko orožje in vozovi s prtljago. Prostor za šotori je bil prehoden.
V okoljih s hladnimi zimami, na primer v Britaniji in na meji z Germanijo, so imeli vojaki namesto šotorov lesene ali kamnite barake s kurišči, velike kot šotori. V njih so bili trije pogradi, dolgi 1,5 m, in majhen prostor za odlaganje orožja. Takšne barake so postavljali tudi drugod v stalnih kastrih.
Šotor je meril 3 x 3,5 m in je imel 0,6 m širok prehod. V njem je bivalo deset mož. Idealna stotnija (centuria) je bila nastanjena v desetih šotorih. Deset centurij je bilo razporejenih v deset vrst, tako da je bila deseta centurija v bližini  Portae decumanae. V šotoru je bilo tesno, saj je imel vsak vojak na razpolago samo 0,6 m pograda in je moral spati z glavo na prehodu. Posamezne šotore z njihovimi vojaki vred so imenovali contubernium (desetina), kot se je imenovala najmanjša enota rimske vojske. Desetina je nekaterih obdobjih štela samo osem mož ali celo manj.
Poveljnik centurije (centurio) je bival v dvakrat večjem šotoru, ki je služil tudi kot uradni prostor centurije. Možje so se lahko zadrževali samo na prostoru svoje centurije. Da bi se izognili nemirom, so morali biti stalno zaposleni.
Pešpot med šotori je bila ponekod zaščitena s portikom. Če bi bila baraka zidana ali lesena, je v vsaki bivala po ena stotnija. Na enem koncu barake je bili shranjeno orožje, na drugem pa so bili skupni prostori. Skupni prostori so bili namenjeni tudi za kuhanje in rekreiranje, na primer z igrami na srečo. Kruh (panis militaris) so vojakom pekli v zunanjih pečeh, za kuhanje in razdeljevanje hrane pa so morali skrbeti sami. Dodatno hrano in priboljške so lahko kupovali v kantini. Častniki so lahko imeli tudi sluge.

### Sanitarije
Kastri so imeli zasebne in javne latrine. Javne latrine so bile vrste sedal nad kanalom s tekočo vodo. Eden od glavnih kriterijev za izbiro prostora za tabor je bil zato ravno vir vode, katerega so lahko preusmerili v sanitarne kanale. Pretorij je imel svojo latrino. Svojo latrino je verjetno imela tudi četrt visokih častnikov, latrine za vojake pa so bile zaradi dostopnosti verjetno v bližini intervala. Javno kopališče za vojake, ki je tudi imelo latrine, je bilo na Vii principalis ali v njeni bližini. Pitno vodo so dobivali iz vodnjakov, veliki stalni kastri pa so imeli tudi več kilometrov dolge akvadukte.

### Teritorij
Teritorij (territoria) je bilo celotno ozemlje okoli kastra, ki je bilo potrebno za njegovo vzdrževanje. K njemu so spadala polja, pašniki, gozdovi, vodni viri, kamnolomi, rudniki in vadišča in njim pripadajoče vasi. Veliki bazni tabori so lahko imeli tudi manjše utrjene izpostave, ki niso bile samozadostne. V to kategorijo so spadali stražni stolpi (speculae), majhni tabori (castella) in mornariške baze.
Vse velike baze v bližini rek so imele takšne ali drugačne utrjene mornariške objekte, ki so bili z eno stranjo naslonjeni na reko ali jezero. Na kopnem je bilo obzidje z vrati in stražnimi stolpi. Znotraj obzidja so bile lope za čolne in doki. Ko čolnov niso potrebovali, so jih izvlekli na kopno in jih v lopah popravili in zaščitili. Ker so bili tabori običajno na vzpetinah ali njihovih pobočjih blizu vode, so bile mornariške baze običajno izven njihovega obzidja. Njihova obramba je bila odvisna od posadke tabora. Mornariško osebje je imelo na splošno boljše bivalne pogoje. Med osebjem je bilo tudi mnogo v vojski zaposlenih civilistov.

### Prilagoditve
Kastri so zaradi terena in drugih okoliščin skoraj vedno odstopali od idealnega načrta. Vsi do sedaj odkriti kastri so imeli svojo obliko in arhitekturne značilnosti, ki so bile z vojaškega vidika smiselne. Če je bil tabor zgrajen na grebenu, se je pač prilagajal grebenu.
V davnini izdelan idealen načrt kastra je bil verjetno narejen za gričevnat teren: kastrum je stal na vrhu ali pobočju najbolj primernega griča ali na njegovem pobočju, skozenj je tekel potok (aquatio), v okolici pa so bila polja in pašniki za živino (pabulatio). Med napadom so lokostrelci, kopjaniki in pračarji zlahka streljali navzdol na nasprotnika in ga ovirali med že tako težkim vzpenjenjem na grič. Branilci so lahko pred vrati postavili tudi obrambno črto (acies), ki so jo oskrbovali in dopolnjevali iz kastra in jo podpirali z lokostrelci na palisadi.
Ceste, vrata in zgradbe so bile prilagojene zahtevam tabora in razpoložljivim virom. Tabori so imeli dvoje do šest vrat, ki niso bila vedno na sredini stranic obzidij. Nekateri tabori niso imeli niti vseh cest in standardnih zgradb.

### Kasnejši pravokotni kastri
Mnogo evropskih naselij se je razvilo iz rimskih kastrov in še vedno kaže sledove prvotne oblike. Mednje zagotovo sodi Emona in na primer Castres v Franciji in Barcelona v Španiji. Španski kolonizatorji so vzorec prenesli tudi v Novi svet in ga uporabili pri ustanavljanju novih mest.
Zanimivo je, da se je v Angliji ohranilo mnogo krajevnih imen s pripono –caster ali –chester, na primer Lancaster, Colchester, Tadcaster, Chester, Manchester, Ribchester in drugi. Krajevno ime Castel zagotovo izvira iz rimskega  castellum, ki pomeni manjšo utrdbo.

## Življenje v kastru
Dejavnosti v kastru so se delile na vsakdanje dejavnosti in "dolžnosti" ali "straže". Med vsakdanje dejavnosti so spadala opravila, ki so bila potrebna za nemoteno delovanjem kastra kot vojaškega objekta in so se izvajale med rednim delovnim časom.
Straženje je bil razdeljeno na osem triurnih straž (vigilia). Začetke oziroma konce straž so oznanjali trobentači (aenatores), ki so praviloma trobili na buccino (ali bucino) in cornom, ki sta bila podobna rogu, ali rimsko tubo, ki je bila podobna fanfari. Ker noben instrument ni imel ventilov, je bil njihov tonski obseg dokaj omejen. Trobentači so kljub temu znali odigrati dovolj melodij za enoznačno prepoznavanje povelj.

### Vsakdanje življenje
Vsakdanje kastrske dejavnosti so se začele z jutranjim trobljenjem buccine, ki je označilo tudi prvo dnevno stražo. Vojaki so takrat vstali, se zbrali na prostoru svoje čete in zajtrkovali. Centuriji so vstali pred njimi in se skupaj z equiti zbrali pred Principio, kjer so od poveljnikov polkov, tribunov, dobili dnevna gesla in povelja. Centuriji so po zajtrku oboje prenesli na svoje vojake.
Vojaki so imeli vsak dan na urniku intenzivno urjenje, ki je trajalo približno eno stražo. Rekruti so imeli enako urjenje tudi popoldne. Za načrtovanje in nadzor usposabljanja je bil zadolžen generalštabni častnik, ki je svoje delo lahko opravljal v več kastrih. Po Vegecijevih trditvah je v dnevno urjenje vedno spadal 32 km dolg pohod ali 6–8 km dolg tek s popolno vojno opremo ali prečenje reke.
Vsi vojaki so morali obvladovati vsa orožja in ježo na konju. Mornarji so se urili v svojih pomorskih ali rečnih bazah. Vsi vojaki so morali poleg vojaških veščin obvladovati tudi gradbeništvo. Vadili so lokostrelstvo, metanje kopja in predvsem mečevanje na kolih (pali), zabitih v zemljo. Usposabljanje so jemali zelo resno in demokratično, saj so se skupaj z njimi urili tudi vsi častniki in celo pretor in cesar, če sta bila takrat v taboru.
Mečevanje in streljanje je potekalo verjetno na prostoru pred taborom. Pozimi je bilo urjenje na prostem skrajšano in je potekalo v zato zgrajenih lopah. Arheološke najdbe kažejo, da so bila ponekod zgrajena tudi pokrita vadišča za konjenike.
Vsak vojak se je ob vojaškem usposabljanju ukvarjal še s kakšnim drugim poslom, na primer z obrtjo. Poveljniki enot so skrbeli, da so bili vsi vojaki usposobljeni v vseh spretnostih in obrteh, zato so jim pogosto menjavali zadolžitve. Cilj je bil povsem jasen: vojaki so morali biti medsebojno čim bolj zamenljivi, čeprav se tega ni dalo povsem doseči. Praznine v znanju so zapolnili specialisti (optiones) za posamezna področja.
Za oskrbovanje kastra in plačila je skrbela intendantska služba. V pozni republiki in zgodnjem cesarstvu se je običajno plačevalo z zlatimi aurei, v poznem cesarstvu pa s solidi. Veliki kastri, na primer Moguntiacum, so kovali tudi svoj denar. Za knjigovodske in računovodske posle je skrbel kvestorij, v katerem so bili zaposleni predvsem specialisti. Delen vpogled v poslovanje kastra so omogočile tablice iz Vindolande v Britaniji. Na njih so med drugim zapisane dobave potrošnega materiala in drugih dobrin, skladiščno poslovanje, popravila oblačil in drugih predmetov in dohodki od njihove prodaje, vključno s hrano. Vindolanda je očitno živahno trgovala z okoliškimi prebivalci.
Kastri so imeli svoje vojaške bolnišnice (valetudinarium, kasneje hospitium). Prvo stalno medicinsko oskrbo v rimski vojski je uvedel cesar Avgust. Izvajali so jo usposobljeni vojaški zdravniki (medici ordinarii). Opravljanje zdravniške službe je bilo dovoljeno tudi študentom medicine in praktikom, če je bilo potrebno, pa tudi drugim. Vojaške bolnišnice so bile obenem tudi medicinske šole in prebivališča.
Častnikom je bilo dovoljeno sklepanje zakonov in bivanje njihovih družin v kastru. Navadni vojaki tega privilegija niso imeli. Vojaki so kljub temu pogosto imeli svoje družine v bližnjih skupnostih izven kastra. V okolici stalnih kastrov so se namreč pogosto naselila domorodna plemena in ustanovila od kastra odvisne vasi (vici). Spremljanje vojske na pohodih na sovražna ozemlja vaščanom ni bilo dovoljeno.
Redna vojaška služba je trajala približno 25 let. Ob koncu služenja je veteran dobil diplomo oziroma potrdilo o častnem odpustu iz vojske (honesta missio). Nekaj diplom, vsekanih v kamen, se je ohranilo. Tipična diploma je potrjevala, da so veteran, njegova žena ali ljubica in njuni otroci postali rimski državljani. To je hkrati pomenilo, da so bili vojaki, predvsem tisti na meji, tujci, ki so s služenjem v rimski vojski želeli pridobiti rimsko državljanstvo. Cesar Antonin Pij (vladal 139-161) je omenjeni privilegij omejil samo na otroke častnikov.
Veterani so se po odpustu pogosto naselili v bližnjih naseljih in celo poslovali s svojim nekdanjimi kastri. Izdelovalec mečev (gladiarius), na primer, je lahko postal pogodbeni dobavitelj mečev (negotiator gladiarius) za rimsko vojsko. To je veljalo tudi za dobavitelje oblačil (vestiarii), žita (frumentarii) in solilce hrane (salsari leguminari). Veterani so pogosto ostali v svojih naseljih tudi po umiku rimske vojske.

### Dolžnosti
Vzporedno z rednimi dejavnostmi so potekale tudi  "dolžnosti" – uradna opravila, ki so zahtevala strogo vojaško disciplino. Zanje in za cel tabor je bil odgovoren legat, ki je odgovornost za izvedbo povelj prenesel na izbranega dnevnega poveljnika  – tribuna. Tribuni so bili praviloma poveljniki kohort, ki so bili po rangu primerljivi s sedanjimi polkovniki. Šest tribunov je bilo razdeljenih v skupine po dva, njuni enoti pa sta morali v naslednjih dveh mesecih dajati dnevne poveljnike tabora. Podroben razpored dolžnosti je bil predmet dogovora med njima: menjavala sta se lahko na primer vsak dan ali vsak mesec. Če je kdo od njiju zbolel, ga je nadomestil drugi tribun. Tribun je bil tisti dan vrhovni poveljnik tabora, katerega je moral spoštovati tudi legat. V sodobnih armadah je način dela skoraj do podrobnosti enak.
Odgovornosti (curae) so bile na vojake razdeljene na pošten in demokratičen način:  z žrebom, kroženjem in dogovarjanjem. Nekatere dolžnosti so bile dodeljene samo določenim kategorijam vojakov. Stražarsko službo na obzidju na primer so lahko opravljali samo velites. Vojaki so bili lahko začasno ali trajno izvzeti iz opravljanja dolžnosti (immunes).
Dolžnosti so bile med letom razdeljene na časovne rezine enega ali dveh mesecev in dodeljene enotam, običajno maniplom (manipulus) ali stotnijam (centuria). Za prevzem in trajanje dolžnosti so bila vedno dovoljena pogajanja. Najpogostejša dolžnost (cura) je bilo straženje. Dnevno straženje se je imenovalo excubiae, nočno pa vigilae. Stražarski položaji na obzidju so se imenovali praesidia, na vratih custodiae in pred vrati stationes.
Poleg rednih straž so bile za posebne primere določene tudi izredne staže. Za vsako stražarsko mesto so bili običajno zadolženi štirje možje, od katerih je eden stražil, drugi pa so počivali in čakali, da pridejo na vrsto.
Med druge dolžnosti je spadalo
- straženje, čiščenje in vzdrževanje principie
- straženje in vzdrževanje stanovanj tribunov
- oskrbovanje konj
- straženje pretorija.[22]

## Kastri na slovenskem ozemlju

### Emona
Pravokotna oblika mesta in nekateri historični viri kažejo, da bi se Emona lahko razvila iz vojaškega tabora XV. legije Apollinaris, kar pa še vedno ni niti potrjeno niti zavrnjeno. Ustanovljena je bila leta 14/15 našega štetja kot Colonia Iulia Aemona in je bila kljub vsem značilnostim kastra naseljena s civilnim prebivalstvom, na začetku z italskimi kolonisti, njihovimi sužnji in vojnimi veterani. Leta 452 so jo opustošili in delno porušili Huni, vendar je njihov napad preživela. Med preseljevanjem ljudstev v 6. stoletju je popolnoma opustela.

### Castra Ad Fluvium Frigidum
V 4. stoletju je v središču Ajdovščine stal utrjen vojaški tabor Castra Ad Fluvium Frigidum (Ob mrzli reki) z obrambnimi stolpi, ki je služil kot cestna postaja na poti iz Italije v Panonijo in Norik. V bližnjem Vrhpolju je 6. septembra 394 potekala bitka pri Mrzli reki med bizantinskim cesarjem Teodozijem I. in rimskim uzurpatorjem Flavijem Evgenijem, ki se je končala s Teodozijevo zmago. Evgenija so ujeli in usmrtili. Kastrum je leta 451 na pohodu v Italijo porušil hunski poglavar Atila. Eden od stolpov še stoji v središču mesta.

### Poetovio/Poetoviana
Okolica Ptuja je bila že v 1. stoletju pr. n. št. pod nadzorom Rimske republike. Na desnem bregu Drave je okoli leta 15 nastal rimski vojaški tabor, ki se je postopoma razširil na levi breg pod ptujski Grajski grič. Bil je bazni tabor panonske XIII. legije Gemina. V času cesarja Trajana je naselje dobilo status mesta z imenom Colonia Ulpia Traiana Poetovio. Svoj višek je doseglo v 2. in 3. stoletju, ko je imelo okoli 40.000  prebivalcev. Leta 450 so ga opustošili Huni.

### Ad pirum
Rimljani so v času cesarja Avgusta (vladal 27 pr. n. št.-14 n. št.) zgradili novo državno cesto od Ajdovščine preko Hrušice do poštne postaje Mansio Longatico (Logatec), ki je povezovala Akvilejo in Emono. Nova cesta je nadomestila staro cesto preko Razdrtega in skrajšala potovanje za en potovalni dan. Na njeni najvišji točki na Hrušici so zgradili poštno in preprežno postajo, v 2. stoletju pa še nakakšno policijsko postojanko.
Med vladavino cesarjev Dioklecijana (vladal 284-305) in Konstantina (vladal 306–337) so zaradi vse pogostejših vdorov barbarov z vzhoda zgradili obrambni sistem Claustra Alpium Iuliarum, ki se je raztezal od Kvarnerskega zaliva do Julijskih Alp in je preprečeval vdore sovražnika skozi Postojnska vrata v Italijo. Poštno postajo na Hrušici so takrat razširili in obzidali z 2,7 m širokim in okoli 8. m visolim obzidjem in jo vključili v obrambni sistem. V njej je bilo nastanjenih približno 500 vojakov (kohorta). V 5. stoletju je bila trdnjava opuščena, vendar se je promet po cesti nadaljeval najmanj do konca 6. stoletja.